# کامپرفین
کامپرفین (به هلندی: Kamperveen) یک منطقهٔ مسکونی در هلند است که در Kampen واقع شده‌است. کامپرفین ۷۹۰ نفر جمعیت دارد.